# 东郎镇
东郎镇，是中华人民共和国贵州省黔东南苗族侗族自治州从江县下辖的一个乡镇级行政单位。
2016年1月14日，贵州省人民政府批复同意从江县部分乡镇行政区划调整，撤销东郎乡建制，设置东郎镇，撤乡设镇后行政区域和政府驻地不变。

## 行政区划
东郎镇下辖以下地区：
东朗村、友谊村、古岭村、九德村、摆德村、苗谷村、刚边村、关雄村、党都村、摆打村、分摆村、摆鸠村、党易村、龙早村、党相村和摆里村。

## 中国传统村落
2013年8月，孔明村被评为第二批中国传统村落。